# نوادو دل هویلا
نِوادو دِل هویلا (به اسپانیایی: Nevado del Huila) یک کوه در کلمبیا است که در بخش کائوکا واقع شده‌است. نوادو دل هویلا ۵٬۳۶۴ متر بالاتر از سطح دریا واقع شده‌است.